# 鄭瑞 (清朝武官)
鄭瑞為中國清朝武官官員，本籍浙江。1782年（乾隆47年）奉旨接任張繼勳擔任台灣鎮總兵。是台灣清治時期此期間，受台灣道制約的台灣地區最高軍事首長。翌年，因無法制止漳泉分類械鬥，被革職查辦。
| 前任： 張繼勳 | 台灣鎮總兵 1782年上任 | 繼任： 金蟾桂 |

| 前任： 廖光宇 | 台灣水師協副將 1781年上任 | 繼任： 隋光德 |